# Alcira Cardona Torrico
Alcira Cardona Torrico (Oruro, 23 de enero de 1926-29 de mayo de 2003) fue una poetisa boliviana.
Alcira Cardona perteneció a la segunda generación del grupo "Gesta bárbara", fundado en La Paz el 7 de diciembre de 1944, entre cuyos miembros se pueden citar a Óscar Alfaro, Julio de la Vega o Armando Alba Zambrana, entre otros. 
La obra poética de Cardona se caracteriza por su contenido social, resaltando los temas de la mina y el drama social, los Andes y el mar ausente. Entre sus poemas más destacados y conocidos se puede mencionar “Carcajada de Estaño” y el poema autobiográfico “Apóstrofe”. Su obra “Loa a la ciudad de Oruro” ganó el concurso de poesía de los juegos florales convocados por la Sociedad '10 de febrero' de Oruro en 1944.

## Obra
- Carcajada de estaño y otros poemas (1949)
- Rayo y simiente (1961)
- Temática del mar (1967)
- Tormenta en el Ande (1967)
- Letanía de las moscas, obra teatral (1985)